# Georg Günther
Georg Valentin Günther, född 14 juli  1786, död 2 november 1853 i Jönköping, var en svensk organist av tysk härkomst. 

## Biografi
Günther studerade först juridik vid universitet i Halle, men lämnade den banan för musiken och studier för Christian Friedrich Gottlieb Schwencke i Hamburg. Vid trettio års ålder flyttade han till Göteborg och kom där att inneha befattningen som organist i Tyska kyrkan 1815–1846. Han betydde mycket för utvecklingen av Göteborgs musikliv. Günther gav årliga konserter, främst med klassisk kyrkomusik av kompositörerna Bach, Haydn och Mozart och han verkade som propagandist för dessa. Han var en av sin tids mest kända och uppskattade organister i Sverige. 
Han inrättade även Göteborgs första sångskola och startade sångsällskapet Sångöfnings-societeten, som framträdde vid offentliga konserter. Senare blev han musikdirektör vid Älvsborgs regemente. Som organist turnerade Günther och gav konserter även i Stockholm och olika orter i Finland. Han bosatte sig till sist 1846 i Jönköping, där han gav pianolektioner och enstaka konserter.
Günther invaldes som ledamot nummer 270 i Kungliga Musikaliska Akademien 30 maj 1834. Han var far till Julius Günther.

## Musikverk

### Orgel
- Adagio för orgel. Uppfördes juli 1825 i Karlskrona.[5]
- Final för orgel. Uppfördes juli 1825 i Karlskrona.[5]
- Ouvertyr i sträng kyrkostil för orgel. Uppfördes juli 1825 i Karlskrona.[5]
- Bataljen vid Navarino, improvisation. Uppförd november 1829 i Karlskrona.[5]

### Piano
- Divertissement i valsform i Eb-dur. Publicerad 1829 i Musikaliskt Tidsfördrif som nummer 12.[5]